# Ostrów (Lubartów)
Pour les articles homonymes, voir Ostrów.
Ostrów (prononciation : [ˈɔstruf]) est un village polonais de la gmina de Michów dans le powiat de Lubartów de la voïvodie de Lublin dans l'est de la Pologne.
Il se situe à environ 24 kilomètres au nord-ouest de Lubartów (siège du powiat) et 42 kilomètres au nord-ouest de Lublin (capitale de la voïvodie).
Le village comptait approximativement une population de 101 habitants en 2009.

## Histoire
De 1975 à 1998, le village est attaché administrativement à l'ancienne Voïvodie de Lublin.

Depuis 1999, il fait partie de la nouvelle voïvodie de Lublin.